# Champagny-en-Vanoise
Pour les articles homonymes, voir Champagny et Vanoise.
Champagny-en-Vanoise est une commune française située dans le département de la Savoie, en région Auvergne-Rhône-Alpes.
Avec Aime-la-Plagne et La Plagne Tarentaise, c'est une des communes de la station de sports d'hiver La Plagne. Elle accueille également sur une grande partie de son territoire le Parc national de la Vanoise. On y accède par le vallon de Champagny le Haut, qui est un site classé.

## Géographie

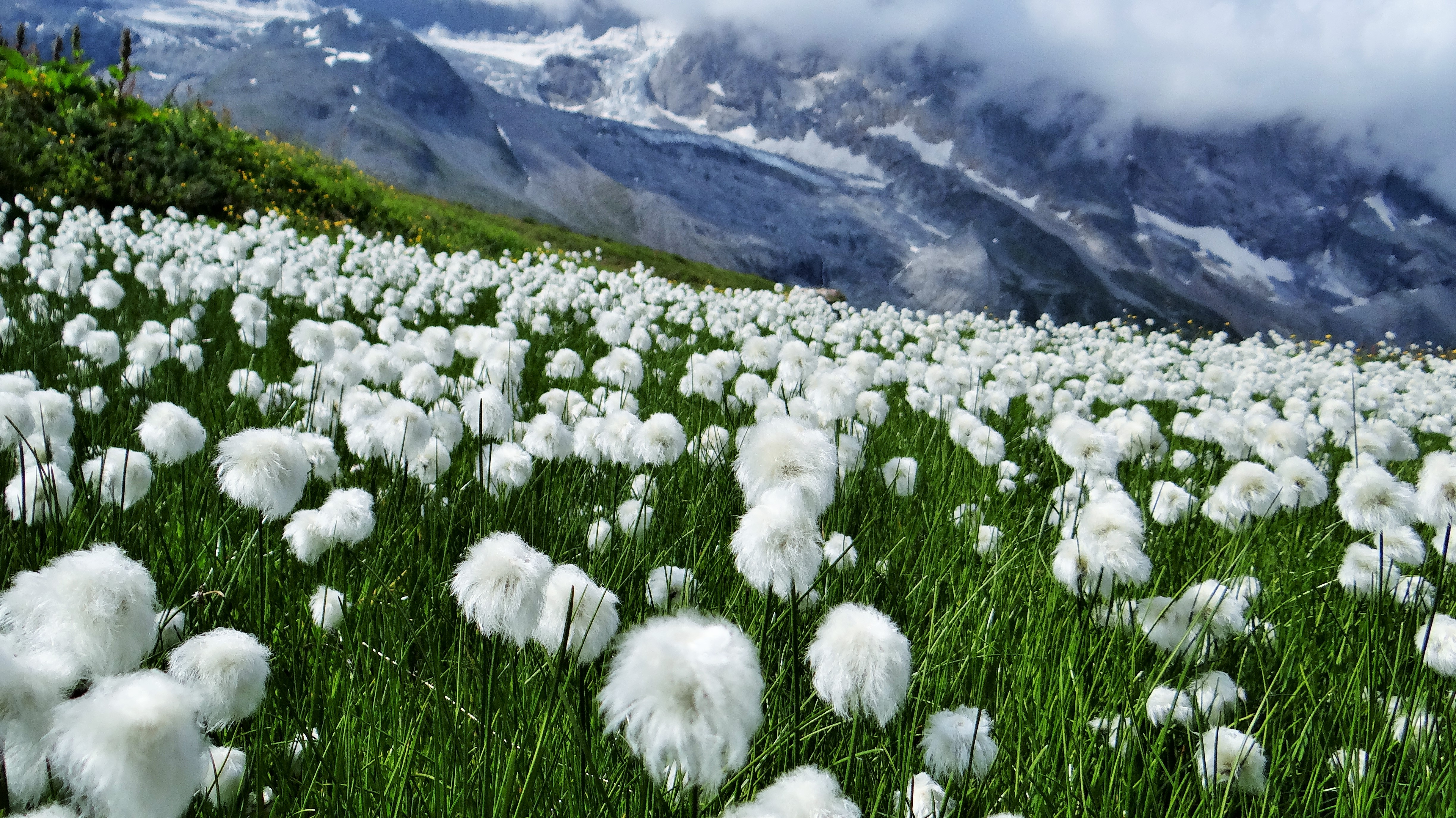
Linaigrette de Scheuchzer aux alentours de Champagny-en-Vanoise, près du refuge de la Glière. Juillet 2023.

Champagny-en-Vanoise se situe en Savoie, dans la vallée de la Tarentaise, au cœur du massif de la Vanoise. Le territoire communal est constitué du bassin versant du Doron de Champagny qui prend sa source au lac de la Glière aux pieds de la Grande Casse et de la Grande Motte et conflue au Villard sur la commune de Planay avec le Doron de Pralognan pour former le Doron de Bozel, affluent du Rhône via l'Isère.
Cette vallée dans laquelle s'inscrit la commune est délimitée par la pointe du Tougne (2 709 m), la roche de Mio (2 737 m), le col de la Frête (2 492 m), le sommet de Bellecôte (3 417 m), le col du Plan Séry (2 609 m), la pointe de la Vallaisonnay (3 020 m), le col de la Grassaz (2 637 m), l'aiguille Noire (2 870 m), le col de la Croix des Frêtes (2 647 m), l'aiguille Noire de Pramecou (2 977 m), la pointe de Pramecou (3 009 m) et le dôme de Pramecou (3 081 m) au nord ainsi que la Grande Motte (3 653 m), la Grande Casse (3 855 m), le col de la Grande Casse (3 091 m), les pointes et aiguille de l'Épéna (3 421 m), la pointe de la Petite Glière (3 322 m), le col de la Glière (3 159 m), la pointe de la Grande Glière (3 392 m), la pointe des Volnets (3 248 m), la pointe du Vallonnet (3 371 m), le Grand Bec (3 399 m), la Becca Motta (3 042 m) et la pointe de Méribel (2 830 m) au sud. Entre ces deux alignements de sommets s'étirent plusieurs hameaux le long du Doron : Champagny, la Chiserette, Champagny le Haut, Friburge et le Laisonnay.
Champagny-en-Vanoise est une des dix stations de sports d'hiver du domaine de La Plagne, qui comprend au total 225 kilomètres de pistes s'étageant entre 1 250 et 3 050 mètres d'altitude. Champagny dispose par ailleurs de 22 kilomètres de pistes de ski de fond et de nombreux sentiers de randonnée. Le site de Champagny le Haut comporte un musée des Glaciers et une paroi artificielle d'escalade glaciaire.
Champagny-en-Vanoise est située aux portes du parc national de la Vanoise.

### Communes limitrophes
| La Plagne Tarentaise | La Plagne Tarentaise | Peisey-Nancroix |
| Bozel                | Champagny-en-Vanoise | Tignes          |
| Planay               | Pralognan-la-Vanoise | Termignon       |

### Climat
Pour des articles plus généraux, voir Climat d'Auvergne-Rhône-Alpes et Climat de la Savoie.
En 2010, le climat de la commune est de type climat de montagne, selon une étude du Centre national de la recherche scientifique s'appuyant sur une série de données couvrant la période 1971-2000. En 2020, Météo-France publie une typologie des climats de la France métropolitaine dans laquelle la commune est exposée à un climat de montagne ou de marges de montagne et est dans la région climatique Alpes du nord, caractérisée par une pluviométrie annuelle de 1 200 à 1 500 mm, irrégulièrement répartie en été.
Pour la période 1971-2000, la température annuelle moyenne est de 7,8 °C, avec une amplitude thermique annuelle de 16,8 °C. Le cumul annuel moyen de précipitations est de 984 mm, avec 9,2 jours de précipitations en janvier et 8,7 jours en juillet. Pour la période 1991-2020, la température moyenne annuelle observée sur la station météorologique de Météo-France la plus proche, « Pralognan la Vanoise », sur la commune de Pralognan-la-Vanoise à 8 km à vol d'oiseau, est de 6,0 °C et le cumul annuel moyen de précipitations est de 1 105,6 mm,. Pour l'avenir, les paramètres climatiques de la commune estimés pour 2050 selon différents scénarios d'émission de gaz à effet de serre sont consultables sur un site dédié publié par Météo-France en novembre 2022.

## Urbanisme

### Typologie
Au 1er janvier 2024, Champagny-en-Vanoise est catégorisée commune rurale à habitat dispersé, selon la nouvelle grille communale de densité à sept niveaux définie par l'Insee en 2022.
Elle est située hors unité urbaine et hors attraction des villes,.

### Occupation des sols
L'occupation des sols de la commune, telle qu'elle ressort de la base de données européenne d’occupation biophysique des sols Corine Land Cover (CLC), est marquée par l'importance des forêts et milieux semi-naturels (99,6 % en 2018), en augmentation par rapport à 1990 (98,7 %). La répartition détaillée en 2018 est la suivante : 
espaces ouverts, sans ou avec peu de végétation (51,5 %), milieux à végétation arbustive et/ou herbacée (32,6 %), forêts (15,5 %), zones urbanisées (0,4 %), prairies (0,1 %).
L'IGN met par ailleurs à disposition un outil en ligne permettant de comparer l’évolution dans le temps de l’occupation des sols de la commune (ou de territoires à des échelles différentes). Plusieurs époques sont accessibles sous forme de cartes ou photos aériennes : la carte de Cassini (XVIIIe siècle), la carte d'état-major (1820-1866) et la période actuelle (1950 à aujourd'hui).

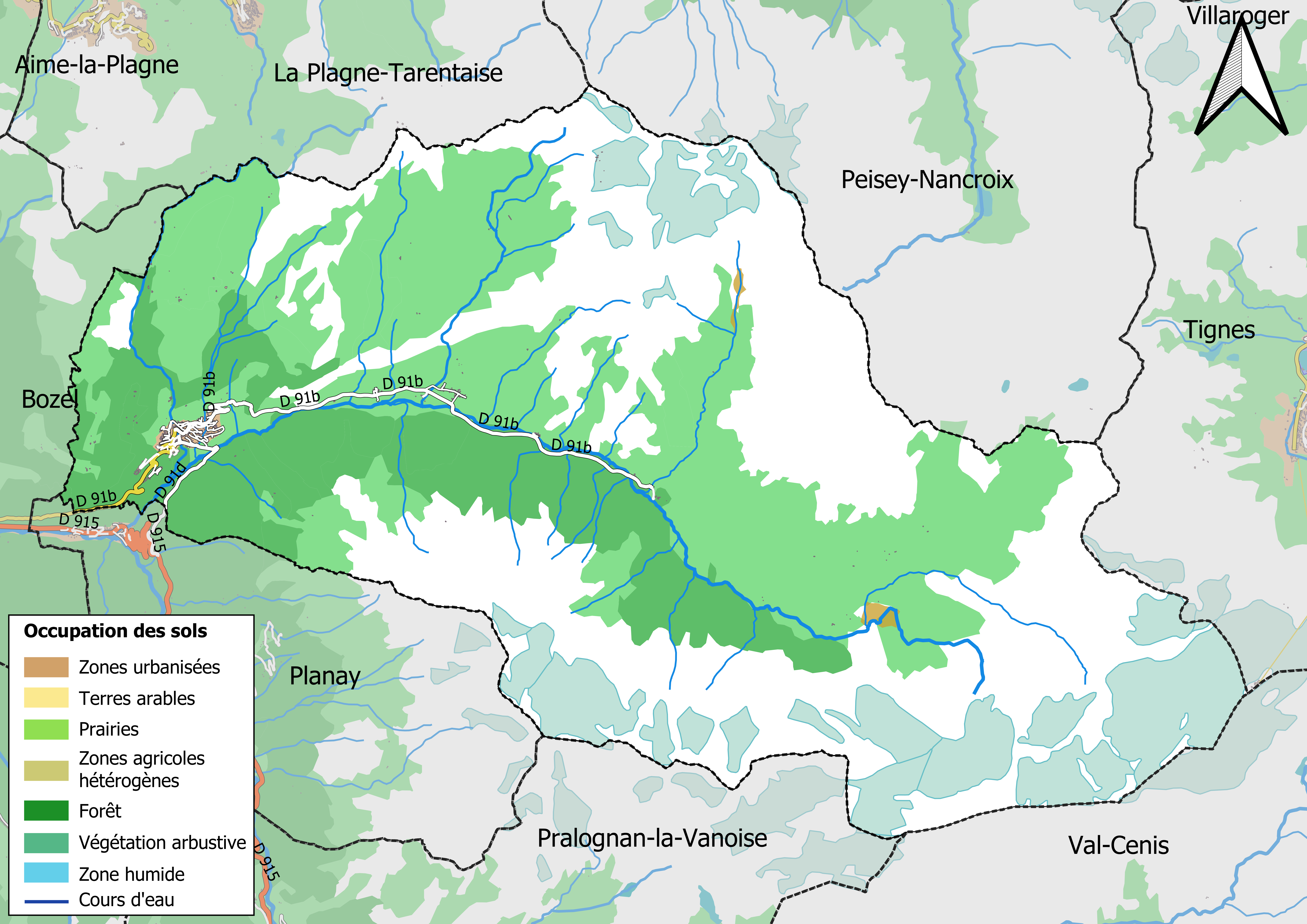
Carte des infrastructures et de l'occupation des sols en 2018 (CLC) de la commune.
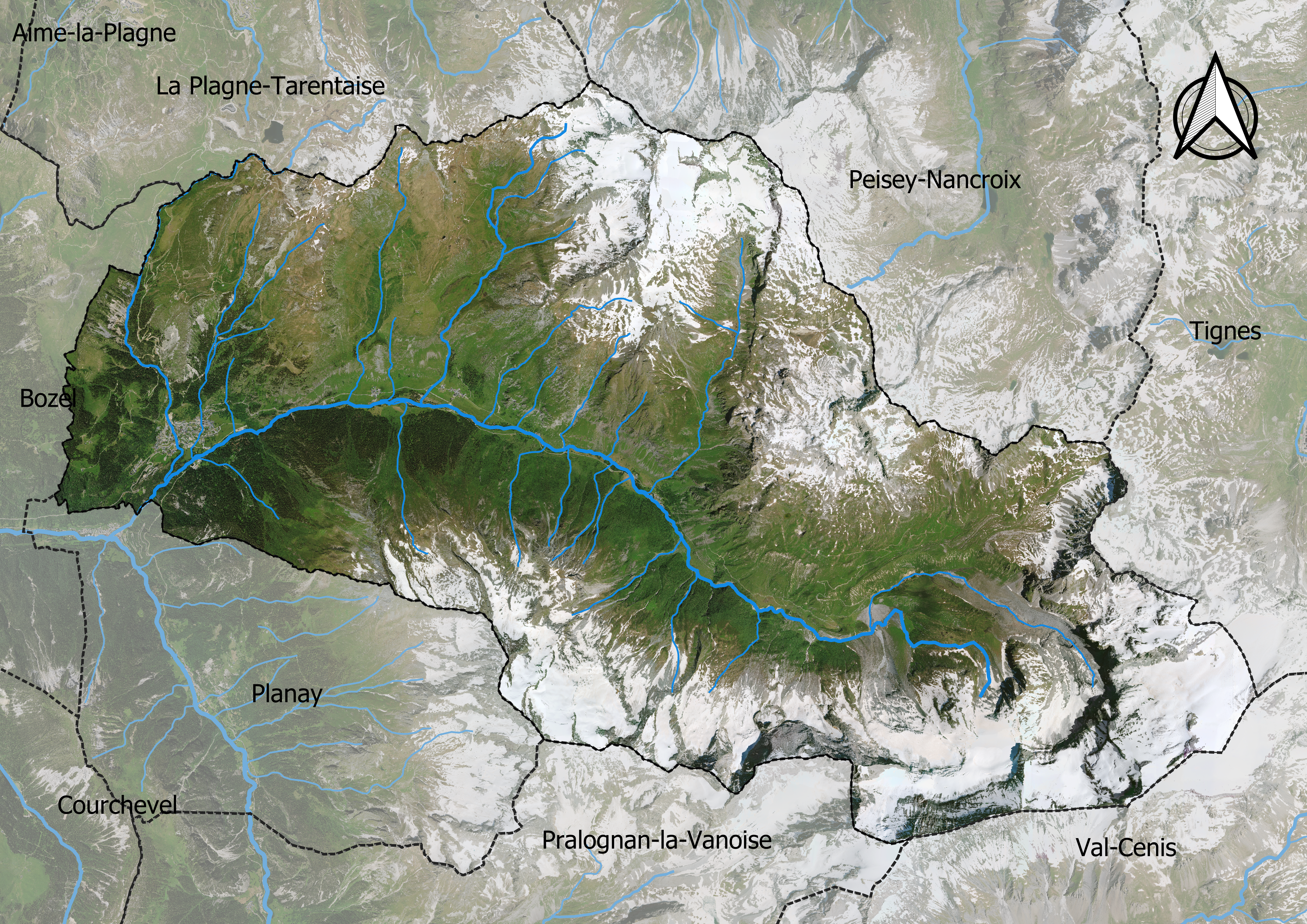
Carte orthophotogrammétrique de la commune.

## Toponymie
En francoprovençal, le nom de la commune s'écrit Shanpanyi, selon la graphie de Conflans.

## Histoire
Certains érudits locaux considèrent que le pape Innocent V (fin du XIIIe siècle), appelé parfois Pierre de Champagny ou Champagnon (« de Campagniaco » selon l'abbé Besson, Histoire ecclésiastique des diocèses de Genève, Tarentaise, Aoste et Maurienne, p. 240) ou plus couramment sous le nom de Pierre de Tarentaise, y serait né, dans le hameau de Friburge. Cependant, le pontife serait plutôt né à Tarentaise en Bourgogne ou alors à Tarentaise en Bas-Forez.

## Politique et administration
| Période                                  | Période                 | Identité                | Étiquette | Qualité                          |
| ---------------------------------------- | ----------------------- | ----------------------- | --------- | -------------------------------- |
| Les données manquantes sont à compléter. |                         |                         |           |                                  |
| Avant 1971                               | Mars 1977               | Michel Renaud           |           |                                  |
| Mars 1977                                | Mars 2008               | Régis Ruffier des Aimes | PS        | Professeur de lettres classiques |
| Mars 2008                                | En cours (au Mars 2025) | René Ruffier Lanche     |           | Hébergeur / Hôtelier             |

## Démographie
L'évolution du nombre d'habitants est connue à travers les recensements de la population effectués dans la commune depuis 1793. Pour les communes de moins de 10 000 habitants, une enquête de recensement portant sur toute la population est réalisée tous les cinq ans, les populations de référence des années intermédiaires étant quant à elles estimées par interpolation ou extrapolation. Pour la commune, le premier recensement exhaustif entrant dans le cadre du nouveau dispositif a été réalisé en 2008.

En 2022, la commune comptait 545 habitants, en évolution de −8,09 % par rapport à 2016 (Savoie : +3,63 %, France hors Mayotte : +2,11 %).
| 1793 | 1800 | 1806 | 1822 | 1838 | 1848 | 1858 | 1861 | 1866 |
| ---- | ---- | ---- | ---- | ---- | ---- | ---- | ---- | ---- |
| 497  | 471  | 482  | 680  | 770  | 823  | 746  | 711  | 736  |

| 1872 | 1876 | 1881 | 1886 | 1891 | 1896 | 1901 | 1906 | 1911 |
| ---- | ---- | ---- | ---- | ---- | ---- | ---- | ---- | ---- |
| 734  | 695  | 668  | 670  | 633  | 624  | 591  | 555  | 496  |

| 1921 | 1926 | 1931 | 1936 | 1946 | 1954 | 1962 | 1968 | 1975 |
| ---- | ---- | ---- | ---- | ---- | ---- | ---- | ---- | ---- |
| 419  | 450  | 467  | 496  | 456  | 441  | 421  | 366  | 303  |

| 1982 | 1990 | 1999 | 2006 | 2008 | 2013 | 2018 | 2022 | - |
| ---- | ---- | ---- | ---- | ---- | ---- | ---- | ---- | - |
| 346  | 327  | 379  | 654  | 674  | 609  | 566  | 545  | - |

## Économie

### Tourisme
La station de Champagny est une des dix stations composant la station de sports d'hiver de La Plagne et son domaine Grande Plagne. Elle a sur son territoire des remontées mécaniques de la SAP (Société d'Aménagement de la Plagne) dont le glacier de Bellecôte, et de la STGM (Société du Téléphérique de la Grande-Motte, du domaine de Tignes).
En 2014, la capacité d'accueil de la commune-station, estimée par l'organisme Savoie Mont Blanc, est de 5 792 lits touristiques répartis dans 810 établissements. Les hébergements se répartissent comme suit : 391 meublés ; 4 résidences de tourisme ; 2 hôtels ; 1 structure d'hôtellerie de plein air ; un centre ou village de vacances/auberges de jeunesse et 8 refuges.

## Culture locale et patrimoine

### Lieux et monuments
L'espace Glacialis - musée consacré aux glaciers de montagne.

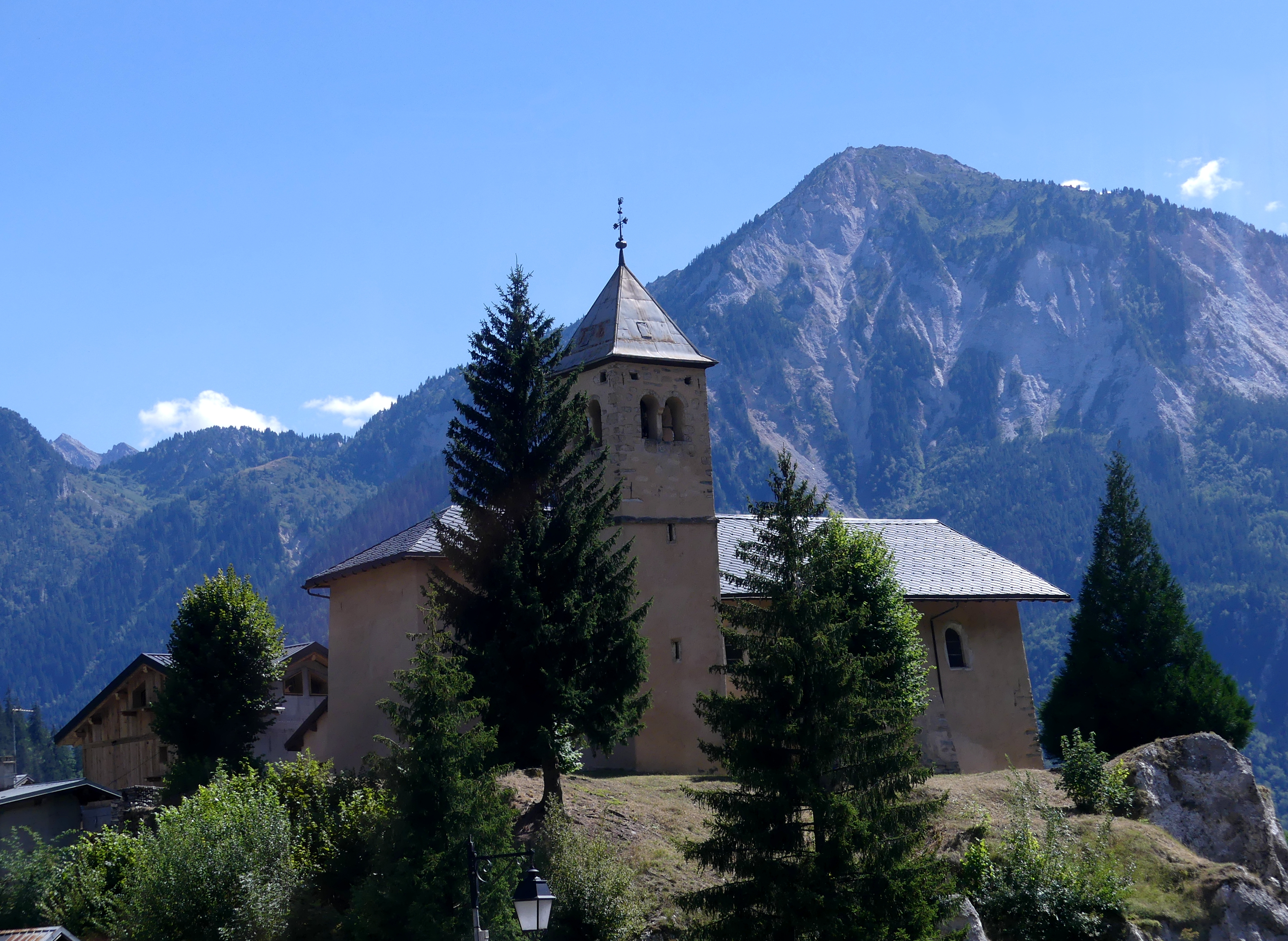
Église Saint-Sigismond devant la dent du Villard.

L'église Saint-Sigismond : l'église actuelle est une reconstruction quasi totale d'un édifice plus ancien, réalisé vers 1648. Les travaux sont donnés aux maîtres originaires de Samoëns. Quelques années plus tard, en 1683, on envisage de nouveaux travaux cette fois-ci laissés aux soins de maîtres valésians. Cet édifice baroque abrite un retable et une poutre de gloire classés.
Le vallon de Champagny le Haut : cette partie de la commune est située dans une ancienne vallée glaciaire fermée par un verrou glaciaire. Il est classé pour ses paysages et la préservation de ses hameaux. On peut y observer des cascades spectaculaires comme celle du Py, les lacs de la Glière, des Échines, du Grand Plan, du Plan Séty, de la Grande Motte, les glaciers de Bellecôte, de la Chiaupe, du Cul du Nant, du Midi de Bellecôte, de Pramecou, de la Grande Motte, de Prémou, de Pramort, de Rosolin, de l'Epéna, du Nord de la Glière, de la Roche du Tougne, des Volnets, de Troquairou, de Bocca Motta et c'est le point de départ de plusieurs itinéraires de randonnée dans le parc national de la Vanoise riche en faune (bouquetin des Alpes, marmotte, etc.) et en flore. Le territoire communal possède par ailleurs l'un des plus grandes réserves d'aulnaies vertes d'Europe.
Dans le vallon se trouvent également la chapelle de la Glière et les refuges du Bois, du Laisonnay, de Plaisance, de la Glière et du Plan des Gouilles.
Lieux-dits, hameaux et écarts
- Les Rochers ;
- Le Chatelard ;
- La Ravière ;
- Les Combes (d'en Bas, du Milieu et d'en Haut) ;
- La Traye ;
- Les Dodes ;
- La Fougère ;
- Liotraz ;
- Planchamp ;
- Plan des Mains ;
- La Couaz ;
- La Chiserette ;
- Champagny le Haut ;
- Le Bois (d'en Bas et d'en Haut) ;
- Friburge ;
- Le Laisonnay (d'en Haut et d'en Bas).

### Personnalités liées à la commune
Pierre de Tarentaise (v. 1225, Friburge – 22 juin 1276, Rome), élu pape le 21 janvier 1276 sous le nom d'Innocent V.